# Alexéi Shevtsov
Alexéi Víktorovich Shevtsov –en ruso, Алексей Викторович Шевцов– (Ferganá, 29 de enero de 1979) es un deportista ruso que compitió en lucha grecorromana. Ganó una medalla de bronce en el Campeonato Europeo de Lucha de 2005, en la categoría de 60 kg.
Participó en dos Juegos Olímpicos de Verano, ocupando el cuarto lugar en Atenas 2004 y el 12.º lugar en Sídney 2000.

## Palmarés internacional
| Campeonato Europeo | Campeonato Europeo | Campeonato Europeo | Campeonato Europeo |
| Año                | Lugar              | Medalla            | Categoría          |
| ------------------ | ------------------ | ------------------ | ------------------ |
| 2005               | Varna (Bulgaria)   | Medalla de bronce  | 60 kg              |